# Moll Flanders (Film)
Moll Flanders (Alternativtitel im Fernsehen: Moll Flanders – Hure wider Willen) ist ein US-amerikanisches Filmdrama aus dem Jahr 1996. Regie führte Pen Densham, der das Drehbuch anhand des Romans Moll Flanders von Daniel Defoe aus dem Jahr 1722 schrieb.

## Handlung
Die Geschichte spielt im 18. Jahrhundert. Das Waisenkind Flora reist gemeinsam mit dem für sie sorgenden Hibble nach Amerika. Unterwegs erzählt Hibble Flora die Geschichte ihrer Mutter Moll Flanders, die ebenfalls als Waisenkind aufwuchs.
Ihre schwangere Mutter wurde wegen Diebstahls zum Tode verurteilt und exekutiert. Die im Gefängnis kurz vor deren Hinrichtung geborene Tochter Moll Flanders wird in einem Kloster aufgezogen, in dem sie von einem Priester missbraucht wird. Sie flieht aus dem Kloster und findet sich mittellos in London wieder. Später arbeitet sie als Prostituierte für Frau Allworthy.
Flanders freundet sich mit Frau Allworthys Diener Hibble an, der sich ihrer annimmt und sich um sie kümmert. Sie verliebt sich in einen Künstler, der einer vermögenden Familie entstammt, aber bescheiden lebt. Von ihm bekommt sie ein Kind. Der Künstler stirbt.
Als mittellose Frau wird sie von Frau Allworthy gezwungen, mit ihr in die neue Welt zu reisen und ihr inzwischen tot geglaubtes Kind zurückzulassen. Auf der Überfahrt erstarkt ihr Glaube, dass ihr Kind noch lebt. Ihr Schiff kentert, und nur Flanders sowie der Diener Hibble überleben. Die beiden beschließen, dass Flanders die Identität ihrer alten Herrin annimmt. Sie war es auch, die Hibble ausgesandt hat, um ihre Tochter zu sich zu holen.

## Kritiken
Roger Ebert schrieb in der Chicago Sun-Times vom 14. Juni 1996, der Film animiere eher zum Nachdenken als dass er auf Effekthascherei setze („more pensive and thoughtful than sensational“). Die Handlung sei lediglich durch die Hauptfigur der Romanvorlage inspiriert, weiche jedoch von dieser in wesentlichen Punkten ab. Die Hauptdarstellerin wirke in ihrer Rolle nicht überzeugend. Der Film idealisiere die Vergangenheit nicht wie Sinn und Sinnlichkeit, sondern zeige die Details getreu wie Restoration – Zeit der Sinnlichkeit.
Die Zeitschrift Cinema schrieb, der Film sei „kurzweilig“, „in Rückblenden erzählt“ und basiere nur lose auf der Romanvorlage. Er sei „anrührend und rau, aber nie reißerisch“.
Prisma lobt die Hauptdarstellerin: „In der Hauptrolle glänzt Robin Wright, die in der komplexen Rolle der Moll Falnders [sic!] eine ihrer besten darstellerischen Leistungen gibt.“

## Auszeichnungen
Robin Wright, Stockard Channing, John Lynch und die Kostüme von Consolata Boyle wurden im Jahr 1997 für den Golden Satellite Award nominiert.

## Hintergründe
Der Film wurde in verschiedenen Orten in Cornwall (England) sowie in einem Studio in Irland gedreht. Mit ca. 3,36 Millionen US-Dollar spielte der Film in den Kinos der USA nur ein Viertel seiner Produktionskosten wieder ein.